# Sancha Garcia
Sancha Garcia fou abadessa del Monestir de Santa María de Las Huelgas del 1207 al 1229/30.
El monestir va tenir des del segle xiii dues autoritats, l'abadessa per assumptes religiosos, i una dona de la família reial per les matèries seculars relacionades amb l'administració, especialment pel que fa a les relacions entre el monestir i la cort. Sancha Garcia va ser la segona abadessa, després de Dona Misol. Ha estat descrita com "una de les últimes abadesses realment poderoses de l'Europa Medieval", que estava al capdavant del convent i de diversos monestirs, i que feia algunes funcions reservades pels sacerdots, com escoltar confessions.